# Västerflotjärnen
Västerflotjärnen är en sjö i Ånge kommun i Medelpad och ingår i Ljungans huvudavrinningsområde. Sjön har en area på 0,0757 kvadratkilometer och ligger 481 meter över havet. Sjön avvattnas av vattendraget Vattenån.

## Delavrinningsområde
Västerflotjärnen ingår i det delavrinningsområde (693982-147082) som SMHI kallar för Ovan None. Medelhöjden är 487 meter över havet och ytan är 6,04 kvadratkilometer. Det finns inga avrinningsområden uppströms utan avrinningsområdet är högsta punkten. Vattenån som avvattnar avrinningsområdet har biflödesordning 3, vilket innebär att vattnet flödar genom totalt 3 vattendrag innan det når havet efter 139 kilometer. Avrinningsområdet består mestadels av skog (97 procent). Avrinningsområdet har 0,07 kvadratkilometer vattenytor vilket ger det en sjöprocent på 1,2 procent.